# بنجامين سميث (لاعب كريكت)
بنجامين سميث (بالإنجليزية: Benjamin Smyth)‏ (20 يونيو 1838 في الهند - 5 أكتوبر 1906 في المملكة المتحدة) هو لاعب كريكت بريطاني (وحمل سابقاً جنسية المملكة المتحدة لبريطانيا العظمى وأيرلندا).